# Miroslava Mištinová
Miroslava Mištinová, coniugata Praženicová (Handlová, 2 giugno 1997), è una cestista slovacca.

## Carriera
Con la Slovacchia ha disputato i Campionati europei del 2021.